# Dlhé Stráže
Dlhé Stráže (bis 1948 slowakisch „Lengvarty“; deutsch Lengwart oder Litzier, ungarisch Lengvárt) ist eine Gemeinde im Osten der Slowakei, mit 618 Einwohnern (Stand 31. Dezember 2024) und gehört zum Okres Levoča, einem Kreis des Prešovský kraj.

## Geographie

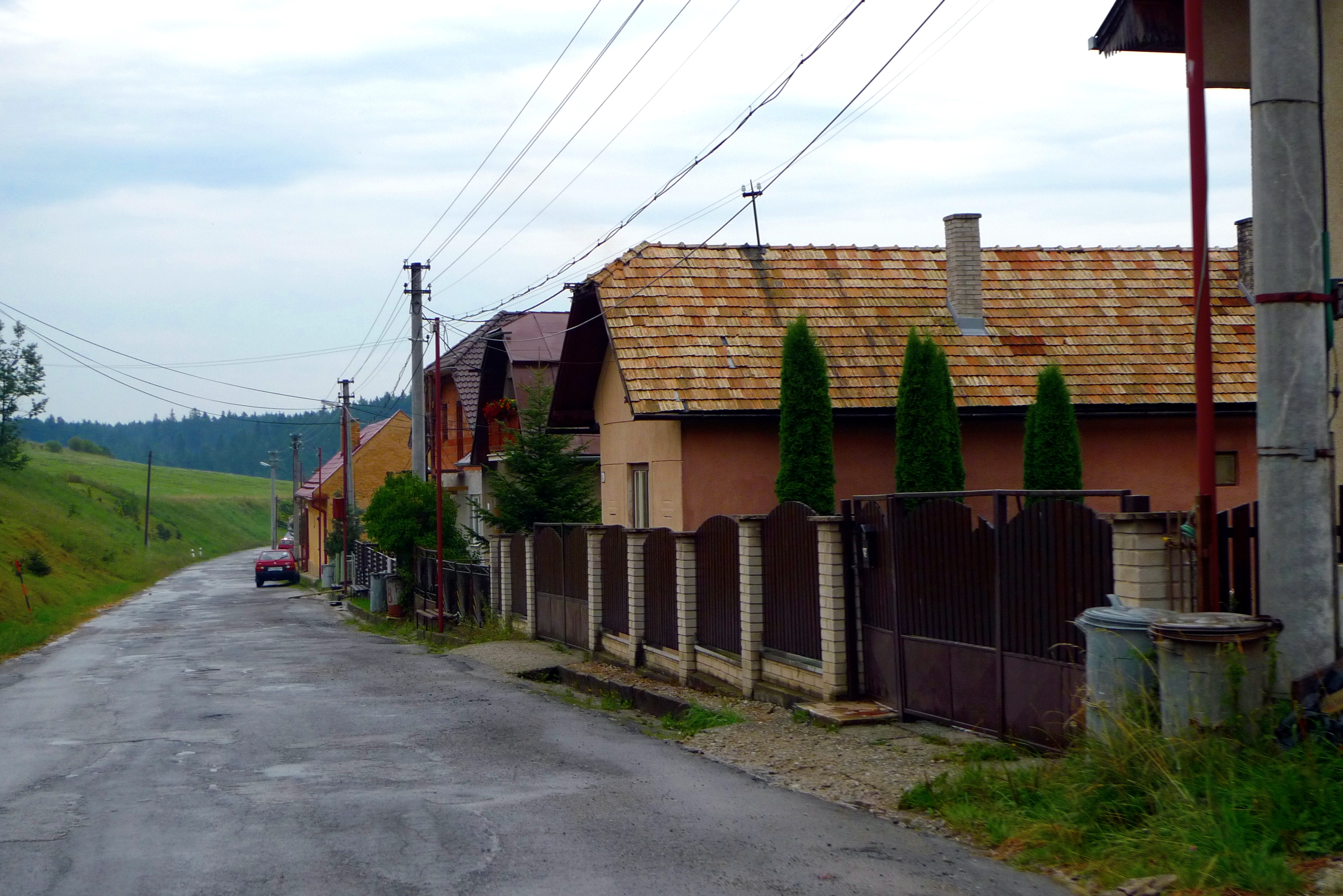
Hauptstraße des Dorfes

Die Gemeinde befindet sich am Südwesthang der Leutschauer Berge am Bach Bicír in der traditionellen Landschaft Zips. Das Ortszentrum liegt auf einer Höhe von 613 m n.m. und ist sechs Kilometer von Levoča gelegen (Straßenentfernung).

## Geschichte
Der Ort wurde zum ersten Mal 1278 als Bicere schriftlich erwähnt.

## Bevölkerung
| Jahr                | 1994 | 2004     | 2014     | 2024    |
| ------------------- | ---- | -------- | -------- | ------- |
| Anzahl der Personen | 439  | 503      | 564      | 618     |
| Unterschied         |      | +14,57 % | +12,12 % | +9,57 % |

| Jahr                | 2023 | 2024    |
| ------------------- | ---- | ------- |
| Anzahl der Personen | 613  | 618     |
| Unterschied         |      | +0,81 % |

Ergebnisse nach der Volkszählung 2001 (502 Einwohner):
| Nach Ethnie: - 100 % Slowaken | Nach Religion: - 99,60 % römisch-katholisch - 0,40 % griechisch-katholisch |

## Bauwerke
- römisch-katholische Kirche St. Georg von 1800